# Schyriwka
Schyriwka (ukrainisch Жирівка; russisch Жировка Schirowka, polnisch Żyrawka) ist ein Dorf in der westukrainischen Oblast Lwiw mit etwa 580 Einwohnern.

## Geschichte
1372 wurde Ssyrawa erwähnt, 1433 ville Szirawka. Der Ortsname ist eine diminutive Form des Namens Schyriwa (Schyrowa), der vom Adjektiv жир (fett) abgeleitet ist, und bezeichnet einen Ort am Fluss, der fett (mit Erdöl) ist.
Das Dorf gehörte zur Adelsrepublik Polen-Litauen, Woiwodschaft Ruthenien, Lemberger Land.
In der Zeit von König Johann III. Sobieski wurden dort türkische Kriegsgefangene angesiedelt, weshalb viele türkischstämmige Familiennamen erhalten blieben.
Bei der Ersten Teilung Polens kam das Dorf 1772 zum neuen Königreich Galizien und Lodomerien des habsburgischen Kaiserreichs (ab 1804).
Im Jahr 1900 hatte die Gemeinde Żyrawka 186 Häuser mit 980 Einwohnern, davon waren 786 ruthenischsprachig, 194 polnischsprachig, 945 waren griechisch-katholisch, 17 römisch-katholisch, 14 waren Juden, 4 anderer Religion.
Nach dem Ende des Polnisch-Ukrainischen Kriegs 1919 kam Schyriwka zu Polen. Im Jahre 1921 hatte die Gemeinde Żyrawka 183 Häuser mit 916 Einwohnern, davon waren 633 Ruthenen (Ukrainer), 281 Polen, 851 waren griechisch-katholisch, 53 römisch-katholisch, es gab 11 Juden (Religion), einen evangelischen Deutschen.
Im Zweiten Weltkrieg gehörte es zuerst zur Sowjetunion und ab 1941 zum Generalgouvernement, ab 1945 wieder zur Sowjetunion, heute zur Ukraine.
Am 12. Juni 2020 wurde das Dorf ein Teil neu gegründeten Landgemeinde Solonka, bis dahin bildete es zusammen mit den Dörfern Kowjari (Ков'ярі) und Myljatytschi (Милятичі) die Landratsgemeinde Schyriwka (Жирівська сільська рада/Schyriwska silska rada) im Rajon Pustomyty.
Am 17. Juli 2020 wurde der Ort Teil des Rajons Lwiw.

## Weblinks

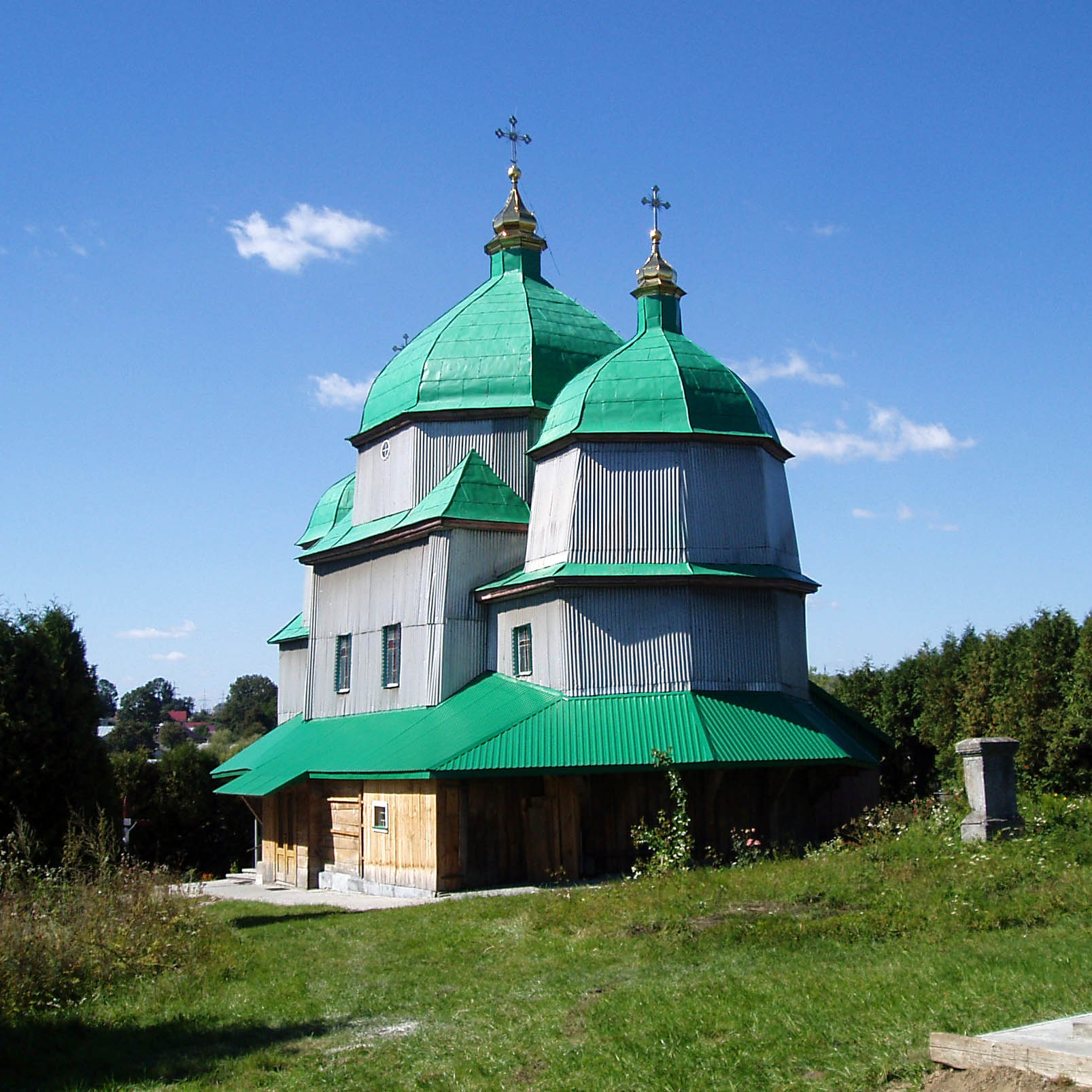
Holzzerkwa aus dem Jahr 1770